# Пэлтроу, Джейк
Джейк Пэлтроу (англ. Jake Paltrow; род. 26 сентября 1975, Лос-Анджелес, Калифорния, США) — американский кинорежиссёр, сценарист и продюсер. Он является младшим братом актрисы Гвинет Пэлтроу.

## Карьера
Занимался режиссурой нескольких эпизодов сериала NYPD Blue, таких как Andy Appleseed (2003), Brothers Under Arms (2000) и Big Bang Theory (1999). Известен дебютным фильмом Спокойной ночи (2006), показанным на кинофестивале Сандэнс в 2007 году. Автор короткометражных фильмов об актёрах по заказу газеты New York Times.

## Фильмография
| Год  | Название       | Оригинальное название | Режиссёр | Сценарист | Продюсер | Примечания                                     |
| ---- | -------------- | --------------------- | -------- | --------- | -------- | ---------------------------------------------- |
| 2007 | Спокойной ночи | The Good Night        | Да       | Да        | Нет      |                                                |
| 2010 | Гринберг       | Greenberg             | Нет      | Нет       | Нет      | в роли Джоно                                   |
| 2014 | Молодёжь       | Young Ones            | Да       | Да        | Да       |                                                |
| 2015 | Де Пальма      | De Palma              | Да       | Нет       | Нет      | Документальный фильм Совместно с Ноа Баумбахом |

| Год       | Название           | Оригинальное название | Режиссёр | Сценарист | Примечания      |
| --------- | ------------------ | --------------------- | -------- | --------- | --------------- |
| 1997-2004 | Полиция Нью-Йорка  | NYPD Blue             | Да       | Нет       | десять эпизодов |
| 2000      | Другие             | The Others            | Да       | Нет       |                 |
| 2004      | Присяжные          | The Jury              | Да       | Нет       |                 |
| 2013-2014 | Подпольная империя | Boardwalk Empire      | Да       | Нет       | два эпизода     |